# لاوخار د آنداراکس
لاوخار د آنداراکس (به اسپانیایی: Laujar de Andarax) دهستانی در استان آلمریای اسپانیا است.
در این دهستان ۱۸۳۶ نفر زندگی می‌کنند. مساحت این دهستان ۹۲ کیلومتر مربع است.